# نوردنفيلد
نوردنفيلد Noordenveld  مدينة وبلدية هولندية تقع في الشمال الشرقي للبلاد بمقاطعة درينته.

## طوبوغرافيا
خريطة طوبوغرافية هولندية لبلدية نوردنفيلد، 2013.